# Gorgone mormon
Gorgone mormon är en fjärilsart som beskrevs av Felder 1874. Gorgone mormon ingår i släktet Gorgone och familjen nattflyn. Inga underarter finns listade i Catalogue of Life.